# La Chouette aveugle

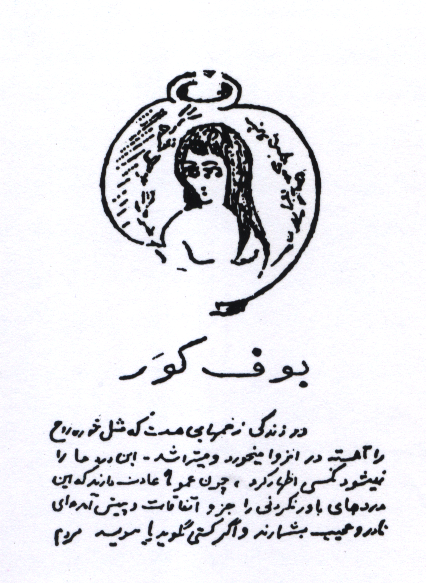
Première page de La Chouette aveugle, 1937. Textes et dessins de Sadegh Hedayat.

La Chouette aveugle (en persan : بوف  کور, Bouf-e Kour) est le roman le plus célèbre de l'écrivain iranien Sadegh Hedayat. Il fut publié, de façon confidentielle (très petit nombre d'exemplaires ronéotypés), à Bombay en 1936, puis à nouveau en 1941, à Téhéran, aux éditions Amir-Kabir. 
Traduit en français en 1953 par Roger Lescot, et paru chez l'éditeur José Corti, La Chouette aveugle fut salué par André Breton comme étant un des classiques du surréalisme. Roman aux allures fantastiques dont le narrateur, personnage principal, est une incarnation moderne du solipsisme, survivant en marge du monde et réduisant les autres (« la canaille », comme il les appelle) à l'image d'ombres errantes. Fumeur d'opium en proie à des hallucinations, il est hanté par le maléfice d'une obsession qui tend à dévorer la réalité. Comme dans de nombreux autres récits de Sadegh Hedayat, l'ombre et l'obscurité, la fuite loin du soleil, dominent l'atmosphère lourde et pesante de ce roman onirique.

## Traductions
C'est en français que ce court roman est traduit pour la première fois dans une langue étrangère, pendant la Seconde Guerre mondiale par Roger Lescot, apparemment avec l'accord de Sadegh Hedayat, mais il faut attendre 1953 pour que le roman soit publié en français, après la mort de son auteur.  Pasteur Vallery Radot, de l'Académie française, en propose ensuite une nouvelle traduction[réf. nécessaire].
Le roman est publié en anglais en 1957, en tchèque en 1964, en afrikaans en 1965 (dans une traduction d'Abraham de Vries), en turc en 1977 (éditions Varlık, traduit par Behçet Necatigil) et à deux reprises en allemand, respectivement en 1997 (dans une traduction de Bahman Nirumand) et en 2003 (dans une traduction de Gerd Henninger). Il est réédité en 2024 par Les Belles Lettres dans une édition et une traduction de Sébastien Jallaud qui réalise aussi un dossier critique, avec une introduction de Homa Katouzian.

## Filmographie
Une adaptation cinématographique de La Chouette aveugle a été réalisée par Raoul Ruiz en 1987.